# Aquatico
Aquatico es un videojuego de construcción de ciudades submarinas lanzado el 12 de enero de 2023, desarrollado por Digital Reef Games y publicado por Overseer Games.

## Gameplay
La jugabilidad del juego gira en torno a la construcción de una ciudad en el fondo del océano. El jugador coloca edificios, descubre diversos biomas, reúne recursos, verifica lecturas de temperatura, etc. También incluye un árbol de investigación para desbloquear diversas tecnologías y edificios, como casas de sushi, retractores de oxígeno y similares.
El 12 de abril de 2023, lanzó una actualización importante que agregó más modificaciones, contenido de la historia y mecánicas de juego de opiniones de los ciudadanos.

## Recepción
El juego recibió críticas mixtas tras su lanzamiento. Ken Allsop de PCGamesN lo describió como Subnautica y Cities: Skylines. Rock, Paper, Shotgun elogió su presentación y sus imágenes, pero criticó la jugabilidad por ser demasiado sencilla y poco convincente, además de carecer del aspecto de supervivencia. PC Gamer fue similar en su crítica, afirmando que, aunque hay "detalles encantadores e ideas inventivas", así como un sistema de gestión profundo, la ciudad en sí nunca se sintió convincente y le otorgó una puntuación de 68. El alemán GameStar también elogió su ambientación, pero dijo que ofrece demasiado poco para competir con otros juegos similares del género, dándole un 70%. 